# Classe Biriusa
Le unità appartenenti alla classe Biriusa (progetto 1175 secondo la classificazione russa) sono navi posacavi di piccolo dimensioni, di costruzione finlandese.
La classificazione russa è Kabel'noye Sudno (KS: nave posacavi).

## Tecnica e servizio
Le Biriusa sono conosciute anche come Emba II, visto che si tratta di una versione ingrandita di tale nave. Sono in grado di trasportare ben 600 tonnellate di cavi, il doppio delle Emba.
Anche queste sono progettate per svolgere la loro attività in acque basse.
La costruzione è avvenuta presso il cantiere finlandese di Turku.
In tutto, ne sono state costruite due, entrambe varate il 29 novembre 1985. L'unica rimasta in servizio è la Kem’, attiva dal 1986 nella Flotta del Pacifico.
La capoclasse Biriusa è in riserva.